# محاولة انقلاب 2019 في الغابون

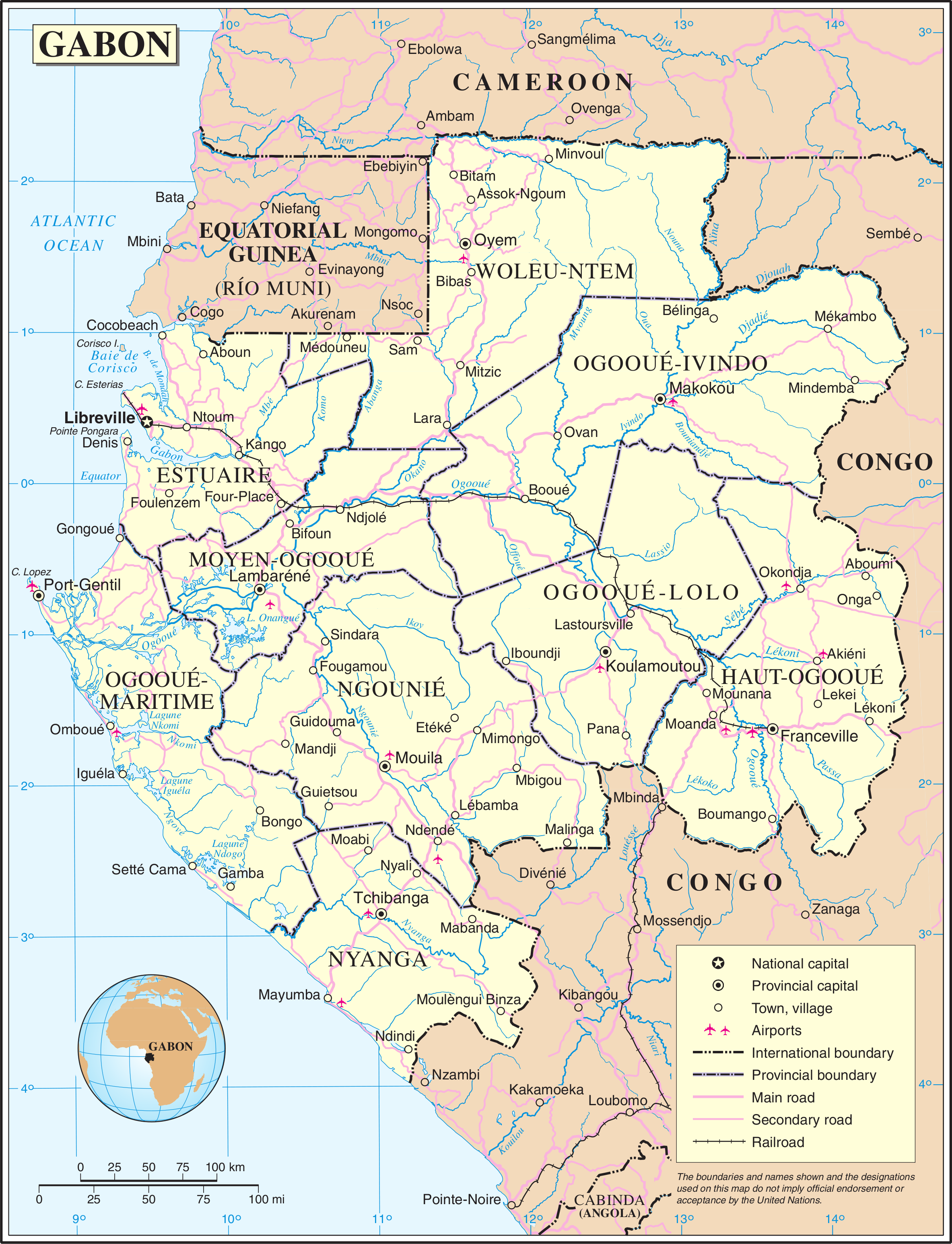

محاولة الانقلاب في الغابون 2019، وقعت في 7 يناير 2019، عندما نجحت مجموعة من ضباط الجيش الغابوني في السيطرة على مبنى الإذاعة الوطنية ومنعوا إذاعة كلمة الرئيس علي بونغو أونديمبا بمناسبة العام الجديد، وأعلنوا تشكيل مجلس وطني للإصلاح وسط إطلاق نار في العاصمة ليبرفيل. بعد بضع ساعات، أُلقي القبض على الضباط المتورطين، وأعلنت الحكومة في دولة الغابون فشل محاولة الانقلاب.

## محاولة الانقلاب وفشلها
في يناير 2019 ، كان الرئيس الغابوني علي بونغو أونديمبا يقضي فترة نقاهة في المغرب، وعند حوالي الساعة السادسة والنصف صباح يوم الاثنين 7 يناير 2019، اقتحم مجموعة من ضباط الجيش الغابوني مبنى الإذاعة الوطنية في العاصمة ليبرفيل ومنعوا إذاعة كلمة مسجلة للرئيس علي بونغو لتنهئة الشعب بالعام الجديد. تضمنت المجموعة زعيم ما أُطلق عليها "الحركة الوطنية لقوات الدفاع والأمن في الغابون"، الملازم كيلي أوندو أوبيانك، الذي صرح بأن الحركة قررت تولي مهامها في حكم البلاد بسبب الوضع الصحي الغامض للرئيس علي بونغو. وذكر أن ثمة أسئلة تطرح حول قدرة الرئيس على ممارسة مهامه المرتبطة برئاسة الجمهورية، وأضاف أن هذا الأمر أثر على الغابون وصورتها أمام العالم. وأشار إلى أن الحركة قررت أن تتولى الأمور في الغابون حتى تحافظ عليه وتقطع الطريق على من يحاولون أن يسيطروا على السلطة علما أنهم تورطوا في قتل الشباب سنة 2016، بحسب قوله.